# Roy Bean
Pour les articles homonymes, voir Bean.
 (janvier 2012).
Si vous disposez d'ouvrages ou d'articles de référence ou si vous connaissez des sites web de qualité traitant du thème abordé ici, merci de compléter l'article en donnant les références utiles à sa vérifiabilité et en les liant à la section « Notes et références ».
Phantly Roy Bean (né en 1825 et mort le 16 mars 1903) est une personnalité de la conquête de l'Ouest, barman et juge arbitraire qui se surnommait lui-même « la Loi à l'ouest du Pecos ».
La légende dit que le « juge » Roy Bean tenait ses jugements dans son saloon près de la rivière Río Grande dans un endroit désolé du désert Chihuahuan, dans l'ouest du Texas.

## Biographie

### Débuts
Roy Bean, fils de Phantly Roy Bean (21 novembre 1804 - 13 juin 1844) et de sa femme Anna Gore, naquit dans le comté de Mason (Kentucky), aux alentours de 1825 (certaines sources suggèrent qu'il serait né en 1823). Son grand-père paternel s'appelait Benjamin Bean et sa grand-mère Fernetta Johnston, sœur d'Archibald Johnston. Tous ses grands-parents sont originaires de la Virginie.
À l'âge de 15 ans environ, Roy quitte la maison paternelle à la recherche d'aventure à la Conquête de l'Ouest et pour suivre ses deux grands frères, Sam et Joshua. Avec son frère Sam, il traversa dans des wagons ce qui deviendra le Nouveau-Mexique, il traversa le Río Grande et installa un poste de traite à Chihuahua, au Mexique. Après avoir tué un malfrat local, Roy s'enfuit en Californie pour rester avec son frère Joshua, par la suite le premier maire de San Diego.
Roy a travaillé comme barman dans le saloon de son frère, The Headquarters (« Le Quartier Général »), et a été engagé par Josh comme lieutenant dans la milice d'état. Le 24 février 1852, Roy a été arrêté après avoir blessé un homme dans un duel. Il s'est échappé le 17 avril et lorsque son frère, le maire Josh, fut tué quelques mois plus tard dans un triangle amoureux, Roy décampa vers le Nouveau-Mexique où Sam était devenu shérif.
Roy a tenu le saloon de Sam pendant plusieurs années. Il gagna encore plus d'argent en faisant de la contrebande d'armes à feu du Mexique vers les États confédérés d'Amérique en contournant le blocus de l'Union durant la Guerre de Sécession.

### Mariage et enfants

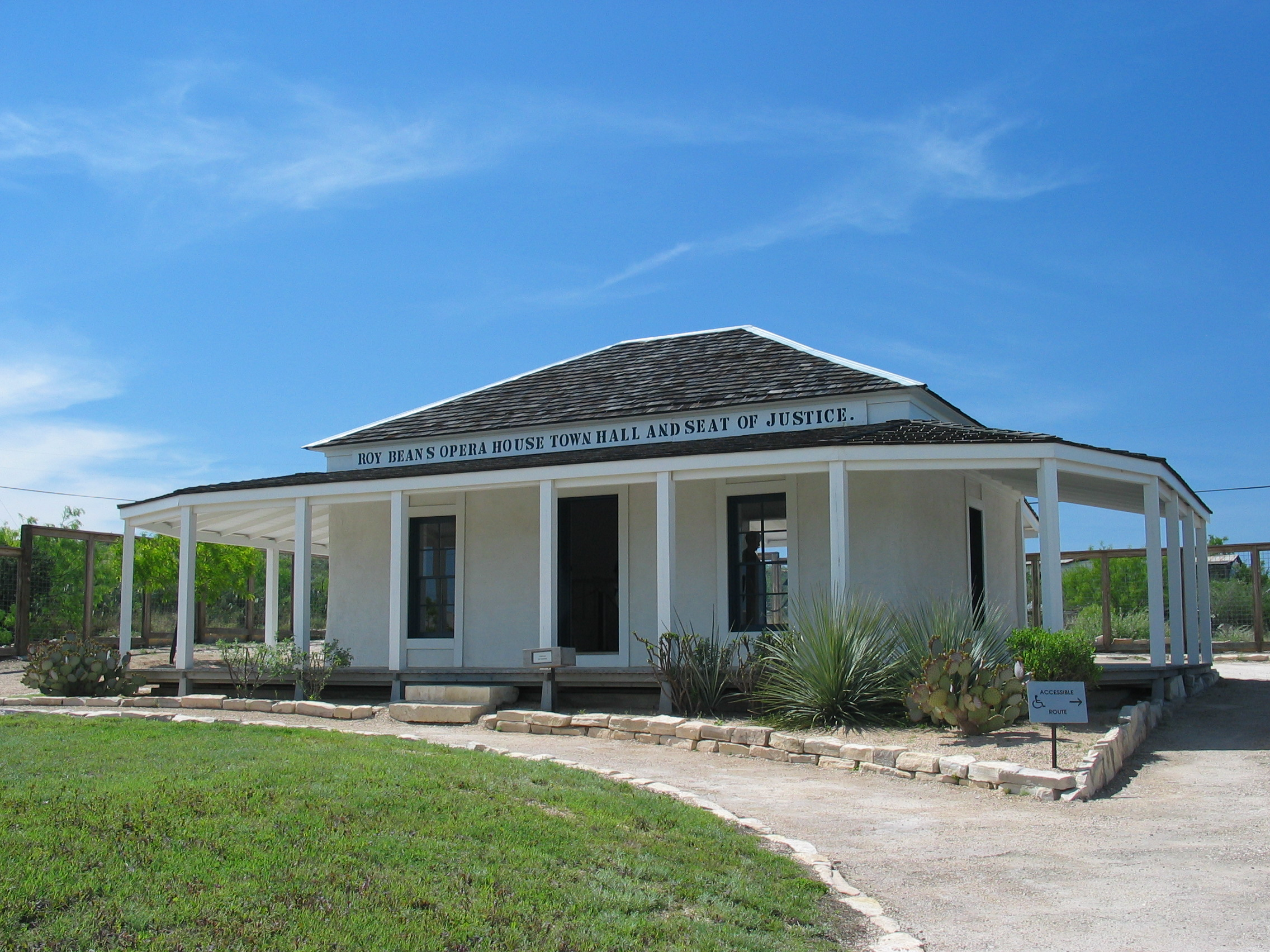
L'« Opera House » de Roy Bean

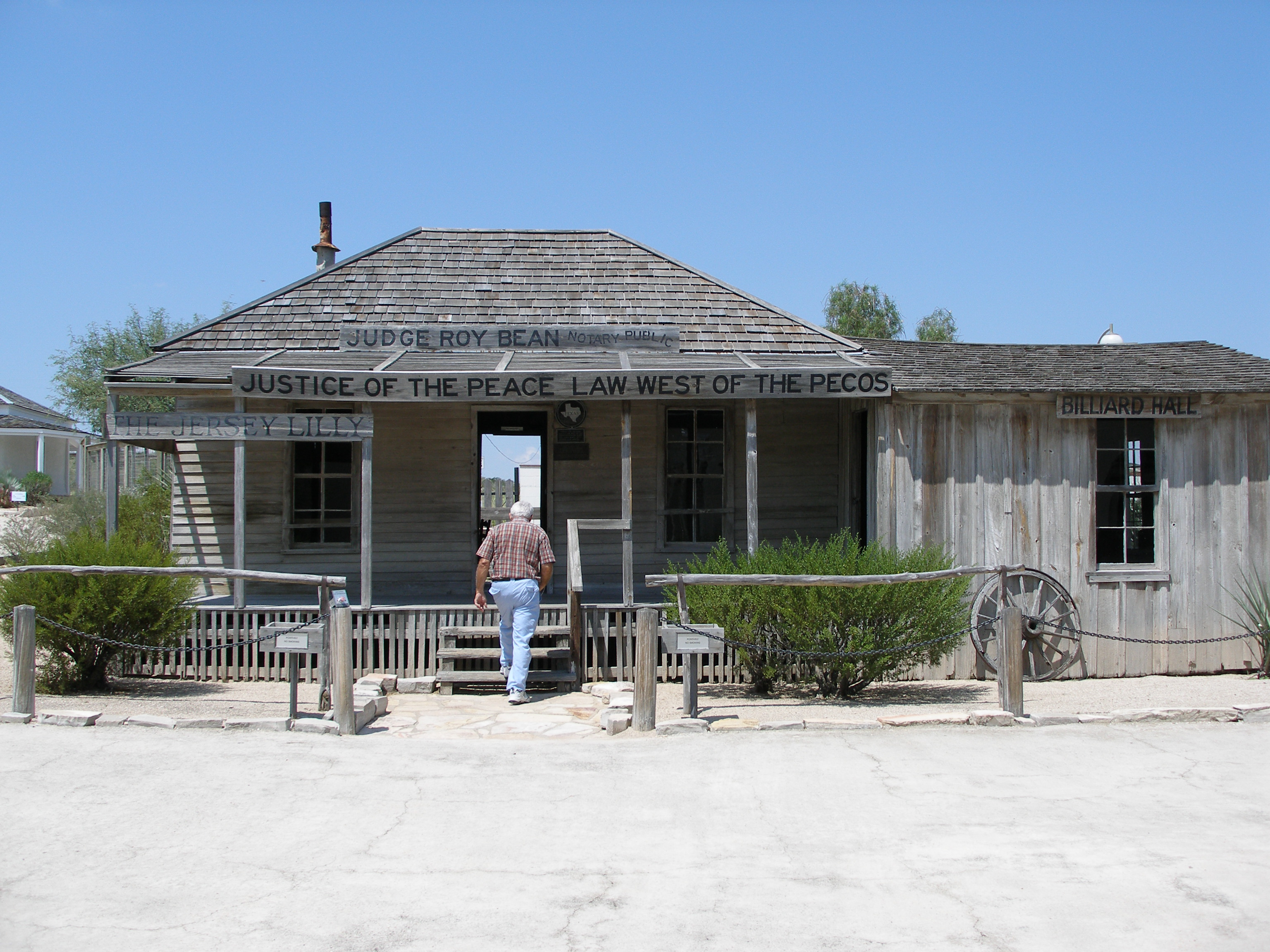
Le saloon Jersey Lilly (2005)

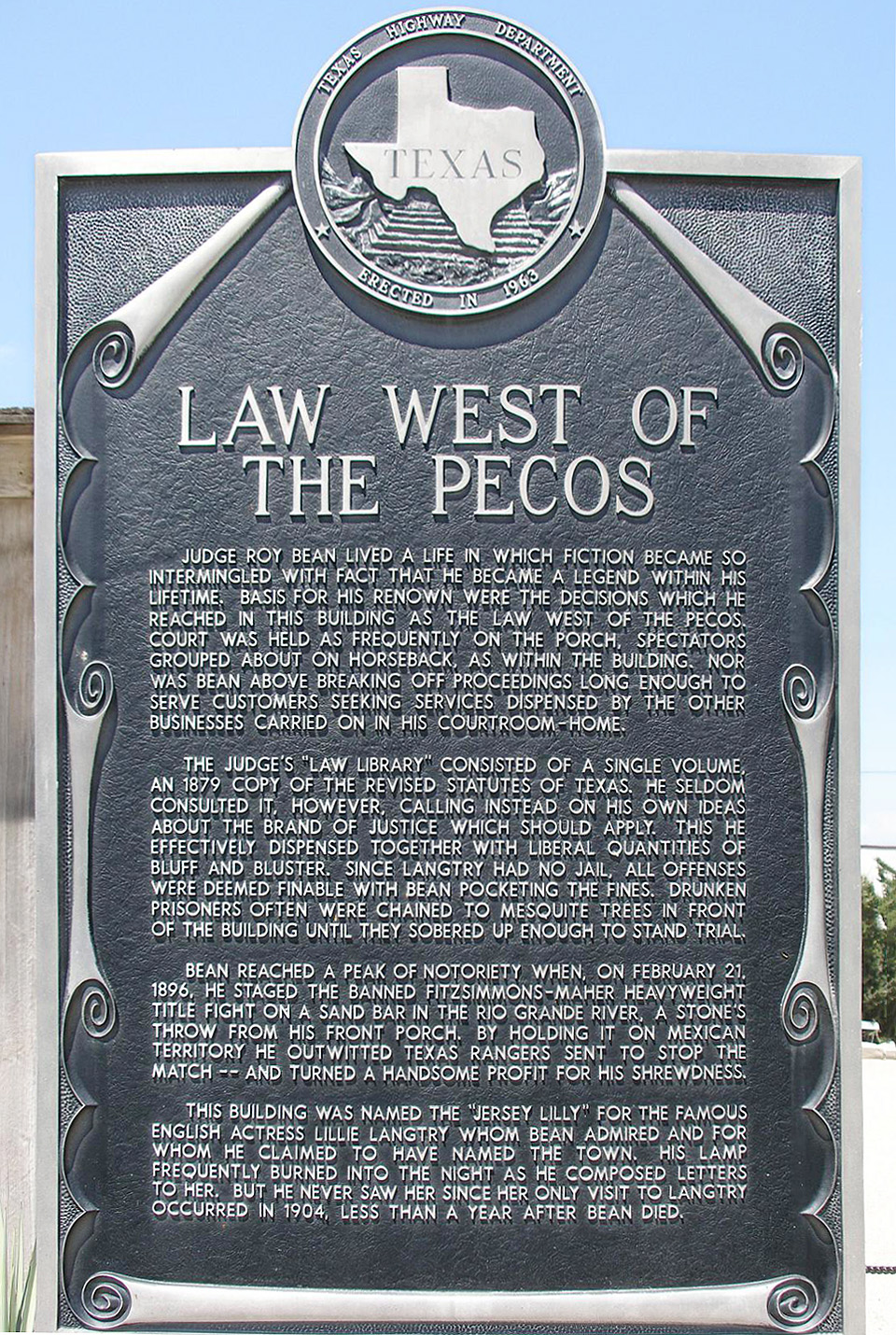
Plaque commémorative du Jersey Lilly

Le 28 octobre 1866, Roy Bean épousa Maria Anastacia Virginia Chavez (une Mexicaine née en 1845 et décédée le 26 novembre 1922). Ils s'établirent à San Antonio, Texas. Ils eurent cinq enfants :
- Roy Bean (né en 1869/1870) ;
- Laura Bean (née en 1871) ;
- Zulema Bean (née en 1873) ;
- Sam Bean (né en 1875) ;
- John Bean (date de naissance inconnue ; a peut-être été adopté).

Jusqu'aux années 1870, Roy nourrira sa famille en vendant du bois de chauffage volé et en vendant du lait mélangé à de l'eau. Ses manières commerçantes valurent à la région de San Antonio son surnom de « Beanville ».
En 1882, le Galveston, Harrisburg and San Antonio Railroad recruta des « bras » pour construire un lien ferroviaire entre San Antonio et El Paso. Roy Bean s'enfuit de sa famille, et de son commerce illégal de San Antonio, pour aller vendre du whisky aux employés qui construisaient le chemin de fer dans une tente qui suivait la construction.
Certains affirment que Tex Avery serait un de ses descendants.

### Justice de paix
Roy Bean est devenu une véritable légende du folklore américain au même titre que Davy Crockett, Buffalo Bill ou Wild Bill Hickok.

## Dans la culture populaire

### Films
- 1940 : Le Cavalier du désert (The Westerner) de William Wyler, avec Walter Brennan (Roy Bean) et Gary Cooper.
- 1969 : Qui tire le premier ? de Budd Boetticher avec Victor Jory
- 1971 : Le Juge de Jean Girault, avec Pierre Perret (Roy Bean) et Robert Hossein.
- 1972 : Juge et Hors-la-loi de John Huston, avec Paul Newman (Roy Bean), Jacqueline Bisset, Ava Gardner et Victoria Principal.

### Bande dessinée
- Roy Bean apparait dans l'album Le Juge (1959) de Lucky Luke ainsi que l'ours qu'il possédait.
- Roy Bean apparaît dans l'épisode de La Jeunesse de Picsou, La Prisonnière de la vallée de l'Agonie Blanche.

### Attraction
Un parcours de montagnes russes porte un dérivé de son nom au Texas, Judge Roy Scream (scream signifiant « cri » en anglais).